# Software de administración de proyectos

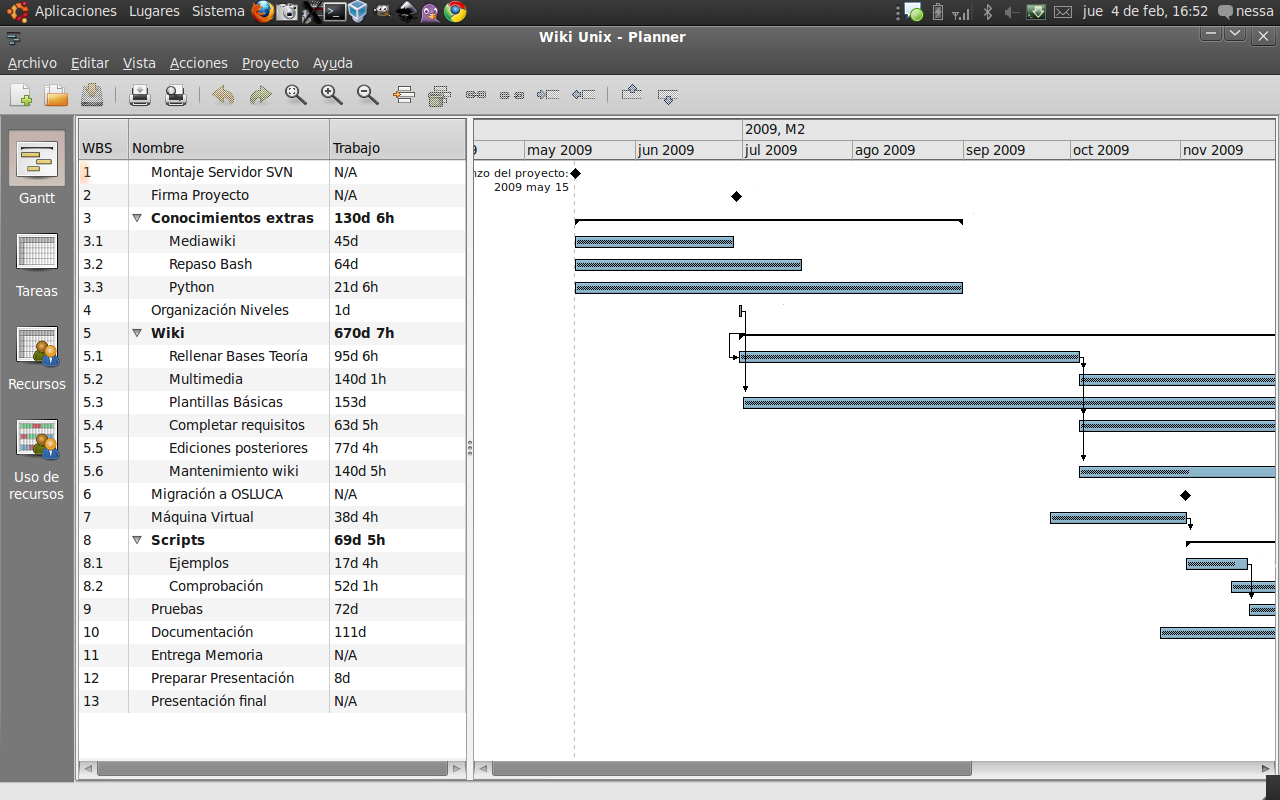
Planner, una aplicación multiplataforma de administración de proyectos.

El software de administración de proyectos, también conocidos como PMS, por sus siglas en inglés para Project Management Software, es un término utilizado en la ingeniería de software que cubre varios tipos de software, entre ellos el utilizado para la planificación de proyectos, manejo y control de presupuesto, asignación de recursos, software para colaboración, software para comunicación, manejo de la calidad y documentación o administración de sistemas, los cuales son usados para manejar la complejidad que conlleva un proyecto grande.